# Sudamericidae
Sudamericidae (лат.) — семейство ранних млекопитающих из подотряда гондванатериев, живших от позднего мела до миоцена (70,6—17,5 млн лет назад). В него входят Lavanify и Vintana из мелового Мадагаскара, Bharattherium (= Dakshina) из меловой Индии, Gondwanatherium от меловой Аргентины, Sudamerica из палеоцена Аргентины и неназванные формы из эоцена Антарктиды (тесно связана с Sudamerica) и меловой период Танзании. Совсем недавно Patagonia, млекопитающее из раннего миоцена юга Южной Америки, было предложено отнести к Sudamericidae.
Vintana чрезвычайно важны для изучения гондванотериев потому, что это первый хорошо сохранившийся череп в подотряде, в отличие от ранее найденных фрагментов и зубов. Благодаря находке появилась возможность установить подотряда родство с многобугорчатыми и харамиидами. Это довольно необычное животное, похожее на сурка, обладавшее массивными боковыми гребнями на черепе, назначение которых пока не вполне ясно, а также массивными обонятельными луковицами. Довольно крупное животное весом в 9 кг. Это одно из крупнейших млекопитающих мезозоя, наряду с такими зверями, как Repenomamus и Didelphodon.

## Роды
- †Bharattherium
- †Dakshina?
- †Galulatherium?
- †Gondwanatherium
- †Lavanify
- †Patagonia[2]
- †Sudamerica
- †Vintana